# Cycas ophiolitica
Cycas ophiolitica es una especie de Cycadopsida del género Cycas, de la familia Cycadaceae, del orden Cycadales.

## Distribución
Cycas ophiolitica se distribuye por Australia (Queensland).

## Taxonomía
Fue descrita científicamente por el botánico australiano Kenneth D. Hill. Fue publicado por primera vez en Telopea 5(1): 190-191, fig. 7. en 1992.